# یکه‌تپه
یکه‌تپه، روستایی از توابع بخش پالیزان شهرستان مراوه تپه در استان گلستان ایران است.

## جمعیت
این روستا در دهستان مراوه تپه قرار دارد و براساس سرشماری مرکز آمار ایران در سال ۱۳۸۵، جمعیت آن ۱۳۹ نفر (۲۵خانوار) بوده‌است.